# Jean-Paul Pellegrinetti
Jean-Paul Pellegrinetti, né le 18 janvier 1965, est un historien contemporanéiste. Originaire d'Eccica-Suarella (Corse du Sud). Il est Professeur d'histoire contemporaine à l'université Côte d'Azur de Nice. Il dirige le Centre de la Méditerranée Moderne et Contemporaine (CMMC) depuis 2014.

## Formation
Jean-Paul Pellegrinetti soutient sa thèse, à l'université Nice-Sophia-Antipolis, le 2 décembre 2000, intitulée La Corse et la République. La vie politique de 1870 à 1914. Le jury est composé de Ralph Schor (directeur), Jacques Basso, Jean-Jacques Becker, Pierre Guillaume, et Michel Winock.
En 2008, il soutient son habilitation à diriger des recherches (Institut d’études politiques de Paris, novembre 2008) sur La Corse, les Corses et la Grande Guerre, au miroir de la correspondance des poilus insulaires. Le jury se compose de Jean-François Sirinelli (directeur de recherche), Ralph Schor, Antoine-Laurent Serpentini, Pierre-Yves Beaurepaire, Jean-Jacques Becker et Stéphane Audoin-Rouzeau.
Jean-Paul Pellegrinetti a été, de 2012 à 2016, le coordinateur du programme, financé par l'Agence Nationale de la Recherche (ANR), ICEM (Identités et cultures en Méditerranée. Les élites politiques de la Révolution française à la Ve République). Il est depuis 2021, aux côtés de Stéfanie Prezioso ( PR histoire contemporaine, université de Lausanne), Olivier Dard (PR histoire contemporaine, université de Paris-Sorbonne) et Jérémy Guedj (MCF université Côte d'Azur), coordinateur du programme financé par l'ANR, EUROFA (Europe et fascisme italien : transnationalisme, circulations et réseaux. 1922-1943). Le projet est porté par deux équipes l’une à Nice et l’autre à Paris regroupant des chercheurs français et étrangers, tous spécialistes du fascisme.
Jean-Paul Pellegrinetti est membre du bureau du Comité d’Histoire Parlementaire et Politique (CHPP). Il est le directeur de publication de la revue Cahiers de la Méditerranée et de la revue Études Corses.
En 2021, Jean-Paul Pellegrinetti vient de participer en tant que coauteur avec Dominique Lanzalavi (documentariste-historien) et Sampiero Sanguinetti (journaliste-essayiste) de deux documentaires historiques de 52 min intitulés France-Corse, toute une histoire, XVIII-XXI siècles, pour France 3 Corse et la Chaîne Parlementaire.
Ses spécialités sont l'histoire politique de la France (XIXe – XXe siècles), l'histoire sociale de la Grande Guerre et des conflits du XXe siècle, et l'histoire de la Corse. Actuellement, ses recherches portent sur les correspondances des poilus de la Grande Guerre, les identités et cultures en Méditerranée, le fascisme et les élites politiques méditerranéennes.

## Publications

### Ouvrages
- Une île dans la guerre : La Corse, 1914-1918, Ed. Belin, 2020
- Du deuil à la mémoire. Les monuments aux morts de la Corse (guerre 1914-1918), en collaboration avec Georges Ravis-Giordani, Ed. Albiana, 2011, 70 p.
- La Corse et la République, de la fin du Second Empire à nos jours, en collaboration avec Ange Rovere, préface de Maurice Agulhon, Ed. du Seuil, Col. XXe siècle, 2004, 688 p.

### Direction d’ouvrages et numéros de revues
- Pour une histoire politique de la France méditerranéenne, (dir), Ed. Presses Universitaires de Rennes, 2021, 730 p.
- Direction du numéro des Cahiers de la Méditerranée, en coll. avec Jérémy Guedj et Pierre-Yves Beaurepaire, intitulé « Nouvelles perspectives de recherche en Méditerranée XVIII-XXI siècles », n°102, juin 2021.
- Direction du numéro des Cahiers de la Méditerranée intitulé « La Méditerranée en partage. 50 ans de recherche », n°100, juin 2020.
- Corsica impériale, (dir), catalogue d’exposition sur Napoléon III et la Corse, Musée de Bastia, 2019, 400 p.
- Direction du numéro des Cahiers de la Méditerranée sur « Être maire en Méditerranée, XIX-XX siècles », n°94, juin 2017.
- Direction avec Minorités et identités en guerre (1914-1918), sous la dir. de S. Gregori et J.-P. Pellegrinetti, Presses universitaires de Rennes, 2017.
- Direction du numéro des Cahiers de la Méditerranée sur « Hommes et familles influentes en politique », n°92, juin 2016.
- La Méditerranée en passion. Mélanges d’histoire contemporaine offerts à Ralph Schor, (dir.), Paris, Ed. Classiques Garnier, Les Méditerranées, 2016, 395 p.
- Les Corses et la Grande Guerre, en coll. avec Sylvain Gregori, catalogue d’exposition sur 14-18 et la Corse, Albiana, juin 2014. Grand prix du livre insulaire d'Ouessant août 2015, 355 p.
- Direction d’un numéro d’Études Corses consacré à « Corse et Immigration », Albiana, novembre 2013.
- La République en Méditerranée. Diffusions, espaces et cultures républicaines en France, Italie et Espagne. XVIIIe – XXe siècles, avec Luis P. Martin et Jérémy Guedj, L’Harmattan, Coll. « Cliopolis », 2012, 387 p.
- Direction d’un numéro spécial de Parlement(s), revue d’histoire politique sur « Vie et pratiques politiques en terres méditerranéennes, XIXe – XXe siècles », décembre 2011, 193 p.
- Histoire de Menton, (dir.), Ed. Privat, Coll. « Histoire des villes », 2010, 255 p.
- Direction du numéro des Cahiers de la Méditerranée sur « La Grande Guerre en Méditerranée », n°81, décembre 2010, 408 p.
- Direction du numéro (avec Pierre-Yves Beaurepaire), des Cahiers de la Méditerranée sur « Franc-maçonnerie en Méditerranée », n°72, 2006, 415 p.

### Participation à des ouvrages collectifs
- « Emile Combes et la Corse. Combisme, anticléricalisme et franc-maçonnerie », dans Julien Bouchet et Pierre Triomphe (dir.), Le combisme et Émile Combes : histoire et mémoires, Editions Atlande, parution 2022.
- « Emmanuel Arène », dans Jean-Paul Pellegrinetti (dir.), Pour une histoire politique de la France méditerranéenne, Ed. Presses Universitaires de Rennes, 2021, p. 679-683.
- « Marianne », dans Jean-Paul Pellegrinetti (dir.), Pour une histoire politique de la France méditerranéenne, Ed. Presses Universitaires de Rennes, 2021, p. 429-433.
- « De Napoléon III à Gilles Simeoni, Jalons pour la compréhension de plus de 150 ans d’histoire politique »,  en coll. avec Ange Rovere, dans Jean-Paul Pellegrinetti (dir.), Pour une histoire politique de la France méditerranéenne, Ed. Presses Universitaires de Rennes, 2021, p. 163-173.
- « Une histoire politique totale de la France méridionale est-elle possible ? », introduction en coll. avec Jérémy, dans Jean-Paul Pellegrinetti (dir.), Pour une histoire politique de la France méditerranéenne, Ed. Presses Universitaires de Rennes, 2021, p. 9-21.
- « Bonapartisme et bonapartistes. L'exemple de la Corse entre 1869 et 1879 », dans Pierre Allorant, Walter Badier et Jean Garrigues (dir.), Les dix décisives en France 1869-1879, PUR, juin 2021.
- Participation au Dictionnaire de La France de 1848, sous la dir. d’Eric Anceau, Paris, parution septembre 2021.
- « Nice à l’épreuve de la Grande Guerre », et « Nice et la seconde guerre mondiale », catalogue d’exposition Nice à l’épreuve de l’Histoire, juin 2017.
- « La Promenade des Anglais », sous la dir. de Michel Winock, Les lieux qui ont fait la France, Ed. Perrin, parution juin 2017.
- « La troisième République en Corse. D’une République indécise à une République enracinée », dans Histoire thématique de la Corse, sous la dir. d’Antoine-Marie Graziani, éd. Piazzola, T. II, 2017.
- « Écrits et pouvoir. La presse corse durant la IIIe république », in J.-P., Pellegrinetti (dir.), La Méditerranée en passion, Mélanges d’histoire contemporaine offerts à Ralph Schor, Paris, éd. Classiques Garnier, Les Méditerranées, janvier 2016, pp. 521-538.
- « La Corse et la crise du 16 mai 1877, dans Hommages à Antoine Laurent Serpentini, sous la dir. de Christophe Luzi, Eugène F.-X. Gherardi et Didier Rey, Albiana, università di Corsica, éd. Albiana, 2015.
- Au nom de la vox populi, sous la dir. d’Adeline Beaurepaire Hernandez et Jérémy Guedj, Presses universitaires de Rennes, 2015.
- Dictionnaire de la Franc-maçonnerie, sous la dir. de Pierre-Yves Beaurepaire, Paris, éd., parution année 2014, éd. A. Colin.
- Atlas ethno-historique de la Corse, sous la dir. de Georges Ravis-Giordani, Paris, éd. du CTHS, 2004, p. 96-98 ; 144-146 et 190-198.
- Dictionnaire de la Corse, sous la dir. d’Antoine-Laurent Serpentini, (rédaction 47 notices), éd. Albiana, 2006.
- Dictionnaire de la Franc-maçonnerie, sous la dir. de Daniel Ligou, Paris, Presses Universitaires de France, Ed. Quadrige, 2006, p. 300-301.
- Participation au Dictionnaire de La France de la Vème République, sous la dir. de Jean Garrigues, Paris, Armand Colin, 2008, p. 451-453.